# KkStB-Tenderreihe 15
Die kkStB-Tenderreihe 15 war eine Schlepptenderreihe der kkStB, deren Tender ursprünglich von der Dalmatiner Staatsbahn stammten.
Die Dalmatiner Staatsbahn beschaffte diese Tender 1877 von der Wiener Neustädter Lokomotivfabrik für ihre Lokomotiven mit den Nummern 1–6, die spätere kkStB-Reihe 37.
Nach der Verstaatlichung der Dalmatiner Staatsbahn reihte die kkStB die Tender als Reihe 15 ein. Die Tender blieben immer mit den Lokomotiven der ehemaligen Dalmatiner Staatsbahn gekuppelt.